# Lista över stadsarkitekter i Bollnäs
Historik över stadsarkitekter i Bollnäs. 
| Namn            | Stadsarkitekt      |
| --------------- | ------------------ |
| Gösta Planck    | 1938 - 1941        |
| Hans Skoglund   | 1941 - 1942 (t.f.) |
| Cyril Stackell  | 1942 - 1964 (†)    |
| Gunnar Hallberg | 1969 - ?           |